# Plotocnide incertae
Plotocnide incertae är en nässeldjursart som först beskrevs av Linko 1900.  Plotocnide incertae ingår i släktet Plotocnide och familjen Corymorphidae. Inga underarter finns listade i Catalogue of Life.